# ラ・プティット・バンド
ラ・プティット・バンド（フランス語: La Petite Bande）は、ベルギーを拠点とする古楽器オーケストラである。ラ・プティット・バンド合唱団も併設している。

## 沿革・概要
ドイツのハルモニア・ムンディ・レーベルへの録音のために、グスタフ・レオンハルトとシギスヴァルト・クイケンにより1972年に設立され、クイケンがコンサートマスターを務めた。楽団の名称はリュリが率いたオーケストラに由来する。レパートリーは活動初期はバロック音楽が中心だったが、近年はハイドン・モーツァルトなどの古典派音楽まで及ぶ。
代表的なレコーディングは、レオンハルト指揮でリュリとラモー作品集やJ・S・バッハのミサ曲ロ短調・マタイ受難曲、クイケン指揮でバッハ作品集やハイドン交響曲集、モーツァルトのオペラなどがある。
日本人演奏家では、寺神戸亮、鈴木秀美 (チェリスト)、若松夏美その他、著名な古楽奏者が参加していたことがある。